# إدوارد بليث
إدوارد بليث (بالإنجليزية: Edward Blyth)‏ (23 ديسمبر 1810-27 ديسمبر 1873) عالم حيوان إنجليزي، عمل معظم حياته في الهند كأمين لقسم علم الحيوان في متحف الجمعية الآسيوية في كالكوتا، الهند.
ولد بليث في لندن في عام 1810. في عام 1841 سافر إلى الهند ليصبح أمينًا لمتحف الجمعية الآسيوية الملكية في البنغال. شرع بتحديث فهارس المتحف، ونشر فهرس طيور الجمعية الآسيوية في عام 1849. ومُنع من العمل الميداني بنفسه، لكنه تلقى عينات الطيور من آلان أوكتافيان هيوم، وصموئيل تيكيل، وروبرت سوينهو وآخرين ووصفها. بقي أمينًا للمتحف حتى عام 1862، حين أجبره المرض على العودة إلى إنجلترا. نُشر عمله «التاريخ الطبيعي لطائر الغرنوق» بعد وفاته عام 1881.
تشمل أنواع الطيور التي سميت باسمه: أبو قرن بليث، هازجة ورق بليث، أفياء بليث، بلبل زيتون بليث، ببغاء بليث، فم ضفدع بليث، هازجة قصب بليث، جزم بليث، صرد بليث، تَدْرُج بليث، جشنة بليث، صياد السمك بليث. أما أنواع الزواحف وأجناسها التي تحمل اسمه فتشمل: شبكية بليث وسقنقورية بليث وأفعى بليث.

## النشأة وعمله
كان بليث ابن تاجر قماش. توفي والده عام 1820، وأرسلته والدته إلى مدرسة الدكتور فينيل في ويمبلدون. واكتسب هناك شغفًا بالقراءة لكنه غالبًا ما أمضى وقته في الغابات القريبة. غادر المدرسة عام 1825 وذهب لدراسة الكيمياء لدى الدكتور كيتينغ باقتراح من الدكتور فينيل في فناء كنيسة سان بول. لم يجد التعليم مُرضيًا وبدأ بالعمل كصيدلاني في توتينغ، ثم ترك هذا العمل في عام 1837 ليجرب حظه ككاتب ومحرر. عُرض عليه منصب أمين لمتحف الجمعية الآسيوية في البنغال في عام 1841. وبلغ فقره أنه احتاج مئة جنيه مقدمًا حتى يستطيع السفر إلى كالكوتا. في الهند، عمل مقابل أجر زهيد (إذ لم تتوقع الجمعية الآسيوية أن تجد أمينًا أوروبيًا بالراتب الذي عرضوه)، براتب يقدر بنحو ثلاثمئة جنيهًا في السنة (والذي لم يتغير على مدى عشرين عامًا)، وبدل سكن يقدر بنحو أربعة جنيهات في الشهر. تزوج عام 1854 وحاول إتمام دخله بالكتابة تحت اسم مستعار (زوفيليوس) لصالح مجلة «انديان سبورتينغ ريفيو» وتاجر بالحيوانات الحية بين الهند وبريطانيا للجامعين الأثرياء في كلي البلدين. سعى في هذا المشروع إلى الشراكة مع أشخاص بارزين مثل تشارلز داروين وجون غولد الذين رفضا بدورهما هذه العروض.
على الرغم من عمله كأمين متحف وما يترتب على ذلك من مسؤوليات، فقد ساهم بشكل أساسي في علم الطيور، متجاهلًا في معظم الأحيان باقي أعماله. في عام 1847، كان مدراءه غير راضين عن فشله في تشكيل فهرس للمتحف. عارضت بعض فصائل المجتمع الآسيوي بليث، واشتكى لريتشارد أوين في عام 1848 قائلًا:
«إنهم يتآمرون بشتى الطرق للتخلص مني. ويتهمونني بكوني عالمًا للطيور، وأن الجمعية لا تريد عالم طيور… وأستطيع أن أدهشك بالأدلة المتنوعة على ما اضطر أن أتحمله ولكنني أتذرع بالصبر».- نقلت في براندون جونز، 1997
ووجد أيضًا أن حارس المتحف البريطاني، عالم الطيور جورج روبرت غراي، غير متعاون معه في أبحاثه المتعلقة بعلم الطيور في الهند. اشتكى للقائمين على المتحف ولكن رُفض النظر في قضيته لصالح غراي من قبل شخصيات مرجعية مثل تشارلز داروين.
قاد عمل بليث إلى إطلاق لقب «أبو علم الطيور الهندية» عليه، واستحوذ آلان أوكتافيان هيوم على هذا اللقب لاحقًا.
«السيد بليث، المدعو ب (أبو علم الطيور الهندية) هو أعظم مساهم حتى تاريخنا هذا في معرفتنا حول الطيور الهندية. وبصفته رئيسًا لمتحف الجمعية الآسيوية، شكّل بواسطة تواصله ومراسلاته مجموعة واسعة للجمعية، وأغنى صفحات جريدة الجمعية بنتائج أبحاثه. وهكذا فقد قدم لأبحاث الطيور في الهند أكثر مما قدم الكتاب السابقون. ولا يمكن أن يكون هناك عمل في علم الطيور الهندي دون العودة إلى إسهاماته الغزيرة...»- جيمس موراي
تزوج السيدة هودجز الأرملة (ولدت في ساتون)، التي انتقلت إلى الهند في عام 1854. ولكنها توفيت في ديسمبر 1857، وكانت هذه الصدمة كفيلة بأن تتسبب بتدهور صحة بليث أكثر فأكثر.

## حول الاصطفاء الطبيعي
كتب إدوارد بليث ثلاثة مقالات عن التنوع، ناقش فيها تأثيرات الاصطفاء الاصطناعي ووصف العملية في الطبيعة بإعادة الكائنات الحية في البرية إلى نمطها البدائي (بدلًا من تشكيل أنواع جديدة). ولكنه لم يستخدم فعليًا مصطلح «الاصطفاء الطبيعي». نُشِرت هذه المقالات في جريدة التاريخ الطبيعي بين عامي 1835 و1837.
في فبراير عام 1855، كتب تشارلز داروين رسائل لبليث، ساعيًا إلى الحصول على معلومات حول الاختلافات في الحيوانات الأليفة في مختلف البلدان، وكان بليث بدوره «مسرورًا جدًا لعلمه أن موضوعًا لطالما شعر باهتمام عميق تجاهه قد تولاه شخص كفوء للغاية بالتعامل معه بكل جوانبه» وتراسلا حول الموضوع. كان بليث أحد أول من لاحظ أهمية بحث ألفريد راسل والاس «حول القانون الذي نظم مقدمة الأنواع» ولفت نظر داروين إليه برسالة مكتوبة في كالكوتا في 8 ديسمبر 1855 كان مضمونها:
«ما رأيك ببحث والاس في (آن إم إن إتش)؟ جيد! إجمالي… أعتقد أن والاس قد تناول الموضوع بشكل حسن، ووفقًا لنظريته فقد تطورت السلالات المختلفة من الحيوانات الأليفة إلى أنواع. هذه الحقيقة ورقة رابحة نالها صديقنا والاس».
لا شك أبدًا باعتراف داروين بفضل إدوارد بليث: في الفصل الأول من كتاب «أصل الأنواع»، كتب: «السيد بليث، الذي يجب أن أقدّر رأيه النابع من وافر معرفته الواسعة والمتنوعة أكثر من رأي أي أحد آخر...»
في بحث عام 1959، زعم لورين إيزيلي أن «المبادئ الرئيسية لعمل داروين- الصراع من أجل الوجود والتنوع والاصطفاء الطبيعي والاصطفاء الجنسي-قد ذُكِرت بالكامل في بحث لبليث لعام 1835». ونوه أيضًا إلى عدد من الكلمات النادرة، وأوجه التشابه في الصياغة، واستخدام أمثلة متشابهة، والتي اعتبرها دليلًا على مديونية داروين لبليث. ولكن الاكتشاف اللاحق لدفاتر داروين «دحض مزاعم إيزيلي». جادل إيزيلي بأن تأثير بليث على داروين «بدأ في الظهور في مذكرة داروين لعام 1836 بذكره كلمة (تفاغم) الغريبة». وكانت هذه الكلمة غير متداولة ولم تظهر في مفردات داروين قبل ذلك الحين. ولكن اكتشفت رسالة بعنوان «كان هذا خاطئًا: مكتوبة من قبل داروين عام 1832 يعلق فيها أن ويليام شارب ماكلاي «لم يتصور مخلوقًا متفاغمًا كهذا». سبقت الرسالة منشورات بليث، وتشير إلى أن كلًا من داروين وبليث أخذا المصطلح عن ماكلاي بشكل مستقل إذ إن نظامه الخمسي للتصنيف كان مشهورًا آنذاك بعد نشره لأول مرة في عام 1819-1820. وبمخطط غامض، عملت هذه الأمور كلًا لوحدها وأدى اجتماع عملها إلى خلق أجناس في دوائر التفاغم.
فسر كل من إرنست ماير وسيريل دارلينغتون رؤية بليث حول الاصطفاء الطبيعي كحفاظ على النوع:
«كانت نظرية بليث بوضوح نظرية إقصاء وليست نظرية اصطفاء. إذ كان شأنها الرئيسي الحفاظ على كمال النوع. فتفكير بليث قطعًا تفكير عالم لاهوت طبيعي».
«ماذا كان عمل بليث؟ يحاول بليث أن يعرض كيف أن (الاصطفاء والصراع من أجل الوجود) لا يُستخدَم لشرح تغيير الأنواع (والذي كان متشوقًا لتكذيبه) بل يُستخدَم لشرح ثبات الأنواع (والذي آمن به بحماس).
في هذه الصيغة السلبية، يحتفظ الاصطفاء الطبيعي فقط بالنوع الثابت غير المتغير أو جوهر الشكل المخلوق، بإقصاء الاختلاف الشديد أو الأفراد غير الملائمين (المنحرفين بعيدًا عن الجوهر). تعود هذه الصيغة للفيلسوف اليوناني القديم إمبادوقليس، وعالم اللاهوت ويليام بيلي الذي أظهر خلافًا مع هذه الحجة في عام 1802، ليدحض (في أبحاثٍ لاحقة) الادعاء بوجود مجموعة واسعة من المخلوقات البدائية، بأشكال أقل عيوشية (قابلية للحياة) أُقصِيت من قبل الطبيعة لتترك لنا المجموعة الحديثة من الأنواع:
«تعلّم الفرضية أن كل اختلاف محتمل، قد وجد طريقة للوجود في حين أو آخر (لم يُذكَر لِمَ أو بأي طريقة)، وأن ما تكوّن بشكل سيء قد هلك؛ ولكن لا تفسر الفرضية لِمَ وكيف علينا تصنيف الأنواع التي نَجَت مثلما نصنف الحيوانات والنباتات في أصناف نظامية، وبالأحرى فإن الفرضية غير متوافقة مع هذه الظاهرة».
يمكن أن تتوضح الطريقة التي جادل بها بليث حول تعديل الأنواع من خلال مقتطف يتعلق بتكيف الثدييات اللاحمة:
«مهما بدت العلاقة بين المفترس وفريسته متبادلة، إلا أنه يكفي انعكاس القليل من الحقائق الملاحظة لنستدل على أن التكيفات ذات الصلة مميزة في المفترس أما التغيرات في الفريسة فهي مبهمة وعامة، مما يشير إلى وجود وفرة اعتُبِرت كغذاء في المقام الأول والتي كانت بعيدة المنال بالطرق العادية في كثير من الحالات، وبالتالي فقد كانت الأنواع الخاصة منظمة بشدة (أي يمكن القول إنها عدلت على بعض الأنواع أو مخططات البنية الأقل أو الأكثر عمومية) للاستفادة من المؤونة.
كتب ستيفن جاي غولد أن إيزيلي أخطأ بفشله في إدراك أن الاصطفاء الطبيعي كان فكرة شائعة بين علماء الأحياء آنذاك، كجزء من حجة استمرارية الأنواع. نُظِر إليها على أنها تُقصِي الأنواع غير الملائمة، في حين خلقت أسبابٌ أخرى أنواعًا جيدة التلاؤم. طرح داروين فكرة أن الاصطفاء الطبيعي كان خلّاقًا في توجيه عملية التغيير التطوري التي تتراكم فيها التغييرات الوراثية الصغيرة. يشير جون ويلكينز إلى أن بليث اعتبر أن الأنواع لها «فوارق ثابتة» تثبت سلامتها، وبذلك عارض تطفر الأنواع كما لو أنه حدث، «يجب أن نسعى دون جدوى لتلك الفوارق الثابتة غير المتغيرة التي عُثِر عليها». اتخذ داروين اتجاهًا معاكسًا، ولم يقرأ فكرة بليث إلا بعد صياغة نظريته الخاصة. وعلى عكس مزاعم إيزيلي أن بليث شعر أن داروين سرق الفكرة، بقي بليث على وفاق وصديقًا قيّمًا لداروين بعد نشر الفكرة.